# George H. Morgan
George Hampton Morgan (*  5. September 1841; † 27. Juli 1900) war ein US-amerikanischer Politiker. Zwischen 1881 und 1883 war er als Präsident des Staatssenats faktisch Vizegouverneur des Bundesstaates Tennessee, auch wenn dieses Amt formell erst 1951 eingeführt wurde.

## Werdegang
George Morgan diente während des Bürgerkrieges im Heer der Union. Nach einem Jurastudium und seiner Zulassung als Rechtsanwalt begann er in diesem Beruf zu arbeiten. Zwischenzeitlich war er Staatsanwalt im fünften Gerichtsbezirk. Politisch schloss er sich der Demokratischen Partei an. Er wurde Mitglied des Senats von Tennessee und dessen Präsident.
1881 wurde Morgan als Präsident des Staatssenats Stellvertreter von Gouverneur Alvin Hawkins. Damit bekleidete er faktisch den Posten eines Vizegouverneurs. Dieses Amt war bzw. ist in den meisten anderen Bundesstaaten verfassungsmäßig verankert; in Tennessee ist das erst seit 1951 der Fall. Morgan war auch Freimaurer. Er starb am 27. Juli 1900.